# Ferdinando Bernardi
Ferdinando Bernardi (Castiglione Torinese, 10 luglio 1874 – Taranto, 18 novembre 1961) è stato un arcivescovo cattolico italiano.

## Biografia
Ferdinando Bernardi nacque il 10 luglio 1874 a Castiglione Torinese. Venne ordinato sacerdote nel 1900.
Fu consacrato vescovo di Andria nel 1931 e dopo 3 anni promosso arcivescovo di Taranto da papa Pio XI. Per le sue origini piemontesi venne detto monsignor Giargianese.
Durante la guerra si prodigò verso la popolazione.
Negli anni trenta propose di abolire i riti della Settimana santa. I tarantini protestarono contro questa decisione e l'arcivescovo fu costretto a ritirare il provvedimento.
Nel 1937 organizzò il primo congresso eucaristico diocesano.
Nell'aprile 1944 istituì a Taranto la parrocchia di Sant'Antonio da Padova e nel 1952 istituì a Grottaglie la chiesa della Madonna delle Grazie.
Dal 1952 le sue condizioni di salute cominciarono a peggiorare, e venne coadiuvato dal giovane Guglielmo Motolese che venne nominato vicario generale per amministrare la diocesi dal 1945 e poi consacrato vescovo ausiliare. 
Morì il 18 novembre 1961.
Le sue spoglie riposano nella cattedrale di Taranto.

## Genealogia episcopale e successione apostolica
La genealogia episcopale è:
- Cardinale Scipione Rebiba
- Cardinale Giulio Antonio Santori
- Cardinale Girolamo Bernerio, O.P.
- Arcivescovo Galeazzo Sanvitale
- Cardinale Ludovico Ludovisi
- Cardinale Luigi Caetani
- Cardinale Ulderico Carpegna
- Cardinale Paluzzo Paluzzi Altieri degli Albertoni
- Papa Benedetto XIII
- Papa Benedetto XIV
- Cardinale Enrico Enriquez
- Arcivescovo Manuel Quintano Bonifaz
- Cardinale Buenaventura Córdoba Espinosa de la Cerda
- Cardinale Giuseppe Maria Doria Pamphilj
- Papa Pio VIII
- Papa Pio IX
- Cardinale Gustav Adolf von Hohenlohe-Schillingsfürst
- Arcivescovo Salvatore Magnasco
- Cardinale Gaetano Alimonda
- Cardinale Agostino Richelmy
- Arcivescovo Angelo Bartolomasi
- Arcivescovo Ferdinando Bernardi

La successione apostolica è:
- Vescovo Giuseppe Ruotolo (1938)
- Vescovo Alberico Semeraro (1947)
- Arcivescovo Francesco Minerva (1948)